# France Télé Numérique
France Télé Numérique est un groupement d'intérêt public (GIP) créé pour assurer l'information, l'accompagnement et l'assistance des téléspectateurs lors du passage à la télévision « tout numérique » en France.

## Cadre législatif
France Télé Numérique a été créé par l'article 6 de la loi du 5 mars 2007 relative à la modernisation de la diffusion audiovisuelle et à la télévision du futur, qui a modifié l'article 100 de la loi du 30 septembre 1986 relative à la liberté de communication, dite « loi Léotard ».
Sa convention constitutive a été approuvée par l'arrêté du 26 avril 2007,.

## Financement
France Télé Numérique est financé par l'État (50 %), et les chaînes analogiques hertziennes (chaînes historiques) : France Télévisions (15 %), Arte (5 %), TF1 (10 %) M6 (10 %) et Canal+ (10 %).

## Première extinction
La ville de Coulommiers et les communes environnantes (Mouroux, Boissy-le-Châtel, Aulnoy, Chailly-en-Brie, Chauffry, Faremoutiers, Pommeuse, Giremoutiers, Saint-Germain-sous-Doue), en Seine-et-Marne, ont été choisies pour être les premières à passer au tout numérique pour la diffusion de la télévision hertzienne. Depuis le 8 novembre 2008, l'émetteur de Mouroux, site des Parrichets, diffuse la TNT. L'extinction du signal analogique a eu lieu le 4 février 2009.